# Kitty Blue
Kitty Blue. A fairy tale is een sprookje van James Purdy dat in 1993 voor het eerst als boek verscheen.

## Geschiedenis
Kitty Blue, een oorspronkelijk sprookje van de Amerikaanse schrijver James Purdy (1914-2009), verscheen in 1993 als eerste uitgave van Jan Erik Bouman (1947-2010) die later drukte op zijn private press Hugin & Munin. De onderhavige uitgave verscheen onder het imprint From the ballroom, omdat Purdy ooit Bouman 'Master of the Ballroom' had genoemd. 

### Uitgave
De uitgave verscheen in een oplage van 111 genummerde exemplaren en werd gezet uit de letter Garamont; alle exemplaren werden gebonden door de Amsterdamse Binderij Phoenix. Het werk kwam tot stand met hulp van Ger Kleis van de private press Sub Signo Libelli en werd gedrukt door Drukkerij Geuze te Dordrecht. De uitgave besloot met de Song. Dedicated to the Master of the Ballroom die op muziek gezet was door de Nederlandse componist Joost Kleppe; de partituur van dit lied is ook opgenomen in de uitgave, met een kalligrafie van Ulrike Mix. De tekening die gebruikt is voor de band is gemaakt naar een originele tekening van James Purdy.

### Bijzonderheden
Er bestaan drie uitvoeringen van deze uitgave. Er zijn acht exemplaren gedrukt op Gampi Vellum; hiervan werden er twee gebonden in perkament en zes in halfperkament. De overige, gedrukt op ander papier, werden in linnen gebonden.
In 1999 verscheen bij Boumans handdrukpers Hugin & Munin een Duitse vertaling van de hand van Tanja Schmidt.